# 王将 (1973年の映画)
「王将」（おうしょう）は、1973年（昭和48年）5月19日に公開された日本映画。製作は東宝映画。配給は東宝。カラー。上映時間は100分。
北條秀司の同名戯曲「王将」の5度目の映画化で、他の王将シリーズと違い伊藤大輔監督が関わらない唯一の映画作品。

## 概要
将棋界の奇才・坂田三吉の将棋にかけた半生を描く。大阪・天王寺の貧民街に住む三吉は家業の収入もつぎ込むほどの将棋狂いで、女房・小春の苦労も絶えない…。三吉の努力の先には、ライバルの花形棋士・関根がいた。
坂田三吉とその妻・小春を、勝新太郎・中村玉緒夫婦が演じている。

## あらすじ
明治時代末期の大阪。通天閣を眺める天王寺の長屋に住む、素人将棋指しの坂田三吉は、家業の雪駄作りも怠り、眼病もわずらいながら、賭け将棋に夢中。「天王寺の三吉」のあだなで会所荒らしとして有名になっていた。
ある日、「おまえは素人名人じゃないか」と言われた相手に、無理に四枚落ち戦で対局して敗北。問屋の番頭から前借した金も使い果たし、高利貸しに金を借りる。借りた金で、娘玉江の浴衣の材料を買ってかえった。だが、長屋仲間の新やんや、妻の小春に賭将棋を責められる。
また別のある日、朝日新聞社から将棋大会の通知が郵便で届き、新やんの羽織を借りて、三吉は勇んで参加する。決勝戦で千日手で敗れた相手は、東京から招待されていた玄人棋士の関根七段だった。
その頃、長屋の坂田家には、高利貸しが借金返済の催促にきており、「返せないのなら担保の品物をもらう」と、雪駄の材料や仏壇までを持ち出される。絶望した小春は、娘の玉江と一緒に、自殺しようと考えて、ひょうたん池まで行くが、玉江に「おとうちゃんがビワが好きやさかい、お土産にもっていんだるねん」と言われ、自殺を思いとどまる。
帰宅した三吉は新やんに、関根戦の敗戦の悔しさから「玄人の将棋指し」を目指すことにしたと話す。そこに長屋の住人たちから、小春親子が家出していることを知らされ、三吉はひょうたん池の中に入ってまでして探し回る。入れ違いに、小春たちは長屋に帰ってくる。そこに帰宅した三吉は、将棋板と駒を崖の下に捨てようとするが、「わいの頭の中は将棋でいっぱいや」と言う。小春は「将棋をやめることはない」と三吉に伝える。
三吉は専門棋士となるため、小林東伯斎の弟子となり、東伯斎宅で指導将棋に携わるが、愛想がいえない性格のため、代稽古を禁止される。
さらに眼病が悪化した三吉は狂乱状態となり、鉄道に飛びこもうとする。眼科医の菊岡博士が、三吉の将棋の腕を知っていたため無料で手術をひきうけてくれ、三吉の眼病は完治した。手術をした夜、新やんは三吉夫婦を壺坂霊験記にたとえて、玉枝に話す。
大正三年。関根八段と坂田七段は、京都・南禅寺で三番勝負（関根の香落ち・角落ち・香落ち）を戦う。玉枝も立ち会う対戦で、三吉は香落ち二番に勝利するが、角落ちでは敗れた。旅館に集合した坂田の関係者たちは、第三局の勝利に大いに喜ぶが、玉枝一人は不機嫌であった。玉枝は、「お父ちゃんは負けたくなくて、やみくもに角を打ったん違うか。お父ちゃんの将棋はごり押しのヤマカン将棋や」と批判する。三吉は怒るが、最期には「玉枝の言うことが正しい」と、早朝、寺の境内まで上り、法華の太鼓でお題目を唱える。
翌年（大正四年）、三吉は東京の七段級に１０戦全勝して七段位を公認される。また井上義雄八段も倒し、関根とならんで八段に昇った。
大正八年、小春は病いに倒れており、また、坂田の弟子の山田は初段にもなれず、将棋に見切りをつけることになった。その山田から、小野五平名人が隠居すると新聞で報じられていたと聞いた三吉は、後援者の高浜を通じて、次期名人位決定のための対局を関根に申し出るが、東京の関根の後援者から「坂田のような無学で礼儀知らずで無茶な男を、関根と勝負させたくない」という返事がきた。坂田は「将棋は学問で指すものじゃない」と怒る。
菊岡博士は、関西出身の柳沢伯爵に頼みこみ、関根・坂田の名人決定の三番勝負を決めてくる。玉枝とともに東京に赴いた対局で、坂田は平手（先手番）で一勝をあげる。その夜、大阪の弟子の森から玉枝あてに電報が届き、小春の病状が悪化して至急もどれとのことであった。玉枝はそのことを三吉に隠し、自分ひとりで帰阪することになった。
一方、関根は後援者の手はずで雲隠れしていて、二局目の対戦ができなかった。そこで、またも菊岡博士にたのまれた柳沢伯爵のとりなしで、二人は別の旅館で対戦することになった。坂田は、新たな対局場である旅館にたまたまつとめていた、長屋時代の友人・新やんに再会し、新やんの妻が小春と同じ病気である子宮癌で亡くなっていたことを聞かされる。
関根との第二戦、後手番の三吉が奇手「二五銀」を打つと、なぜか銀が縦に割れ、三吉は勝利する。関根に「名人は坂田さんに決まりましたね」と言われた三吉は、「関根はんのほうが名人にはふさわしい」と名人を辞退する。それを聞いていた柳沢伯爵は「あんたらは東西の王将だね」と感嘆する。
そこに玉枝から電話が入り、小春が死去したことが伝えられる。小春は、対局に立ち会っていた菊岡博士によろしくと、最後に話していたという。坂田は玉枝に頼んで電話機を小春に向けてもらい、「ハッタリで指したため、割れた銀は泣いていた。お前の言いつけを守らなくてすまん」「関根はんが本当は勝っていた」「柳沢伯爵にほめてもらった」と伝える。玉枝は「お母ちゃんは安らかな表情になったで」と語り、映画は終わる。

## スタッフ
- 製作：藤本真澄[1]、森岡道夫[1]
- 監督：堀川弘通[1]
- 原作：北條秀司[1]
- 脚本：笠原良三[1]
- 撮影：逢沢譲[1]
- 美術：中古智[1]
- 録音：坂井長七郎[1]
- 照明：羽田昭三[1]
- 編集：黒岩義民[1]
- 助監督：河崎義祐[1]
- 製作担当者：橋本利明[1]
- 音楽：佐藤勝[1]
- 主題歌、挿入歌：王将 (曲)（村田英雄歌唱、西條八十作詞、船村徹作曲)

## キャスト
- 坂田三吉：勝新太郎[1]
- 関根八段：仲代達矢[1]
- 坂田小春：中村玉緒[1]
- 坂田玉江：音無美紀子[1]、古城門昌美（子供時代）[1]
- うどん屋・新吉：藤田まこと[1]
- 米仲買・高浜（坂田の後援者）：谷口完
- 菊岡博士（眼科医師）：永井智雄
- 高利貸・小島：田武謙三[1]
- 番頭・田宮（雪駄屋）：今西正男
- 小林東伯斎：佐々木孝丸[1]
- 小泉：頭師孝雄[1]
- お兼：春江ふかみ[1]
- お時：桜田千枝子[1]
- 小倉（朝日新聞学芸部長）：小栗一也
- 篠原（朝日新聞・京都支局長）：森下哲夫
- 山田（三吉の弟子）：佐々木勝彦[1]
- 宮松三段（関根の弟子）：長沢大
- 柳沢伯爵（坂田を応援する愛棋家）：龍崎一郎
- 町田（審判長）：村田英雄
- 医師：加藤和夫[1]
- 京都旅館の女中：泉芙美子[2]
- 新聞記者：鈴木治夫[1]
- 金縁眼鏡の男（三吉の代稽古相手）：石浜裕次郎
- 郵便配達夫：小川安三[1]
- ナレーター：宝井琴時[1]

## 同時上映
『毘沙門天慕情』
- 脚本：松浦健郎／監督：土居通芳／主演および企画：砂塚秀夫